# Packet Tracer
Cisco Packet Tracer és un programa desenvolupat per l'empresa Cisco. Per a facilitar les tasques d'aprenentatge als estudiants amb el principi de resoldre el «Que passaria si?. Cisco en el marc del projecte Academia de Networking va crear un software (programa) de simulació de xarxes que permetia als estudiants experimentar amb els comportaments de les xarxes i els seus diversos elements (router, switches…) de la pròpia empresa.